# Саєвче
Саєвче (словен. Sajevče) — поселення в общині Постойна, Регіон Нотрансько-крашка, Словенія. Висота над рівнем моря: 579,5 м.